# Aeroportul Regional Prince Nayef bin Abdulaziz
Aeroportul Regional Prince Nayef bin Abdulaziz (în arabă مطار الأمير نايف بن عبد العزيز الدولي) (IATA: ELQ, ICAO: OEGS) este un aeroport din Provincia Al-Qassim, Arabia Saudită ce deservește zona Provincia Al-Qassim. Aeroportul a fost tranzitat în 2021 de 602.444 de pasageri. A fost deschis în 1971 și numit după Nayef bin Abdul-Aziz Al Saud⁠(d).
Situat la o altitudine de 648 m, aeroportul dispune de 1 pistă. Este operat de Matarat Holding Company⁠(d).

## Infrastructură

### Piste
Aeroportul dispune de o singură pistă. Pista 15/33 are suprafața de asfalt și dimensiunile 3.000 m × 45 m. 